# Hodógrafo

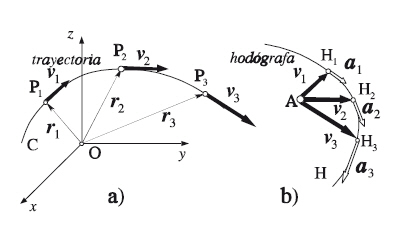
Transladando as origens dos vetores velocidade para um ponto comum, obtém-se o hodógrafo.

O hodógrafo do movimento de uma partícula é a curva descrita pelas extremidades dos vetores velocidade instantânea quando transladados de modo a terem todos uma mesma origem.
William Rowan Hamilton utilizou o hodógrafo como ferramenta de investigação em seus estudos sobre os movimentos dos corpos.